# Емперадор
Емперадор (валенс. Emperador, ісп. Emperador) — муніципалітет в Іспанії, у складі автономної спільноти Валенсія, у провінції Валенсія. Населення — 615 осіб (2010).

## Географія
Муніципалітет розташований на відстані близько 300 км на схід від Мадрида, 9 км на північний схід від Валенсії.

## Демографія
Динаміка населення (INE ):

## Галерея зображень

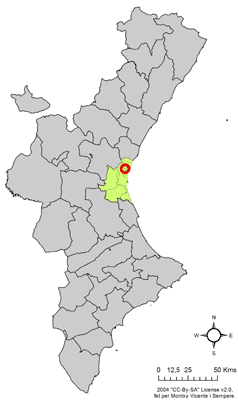
Розташування муніципалітету Емперадор у автономній спільноті Валенсія
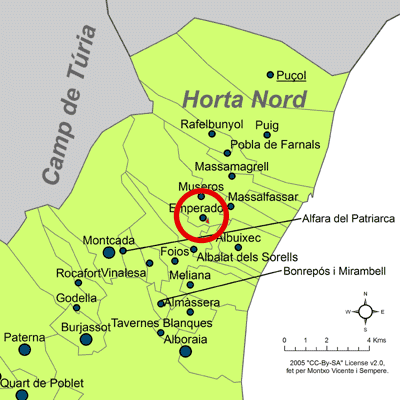
Розташування муніципалітету Емперадор у комарці Уерта-Норте
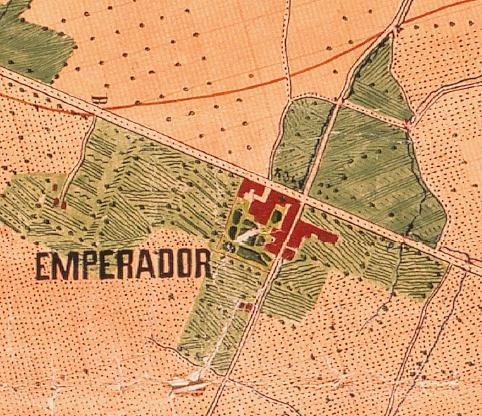
Емперадор у 1883 році
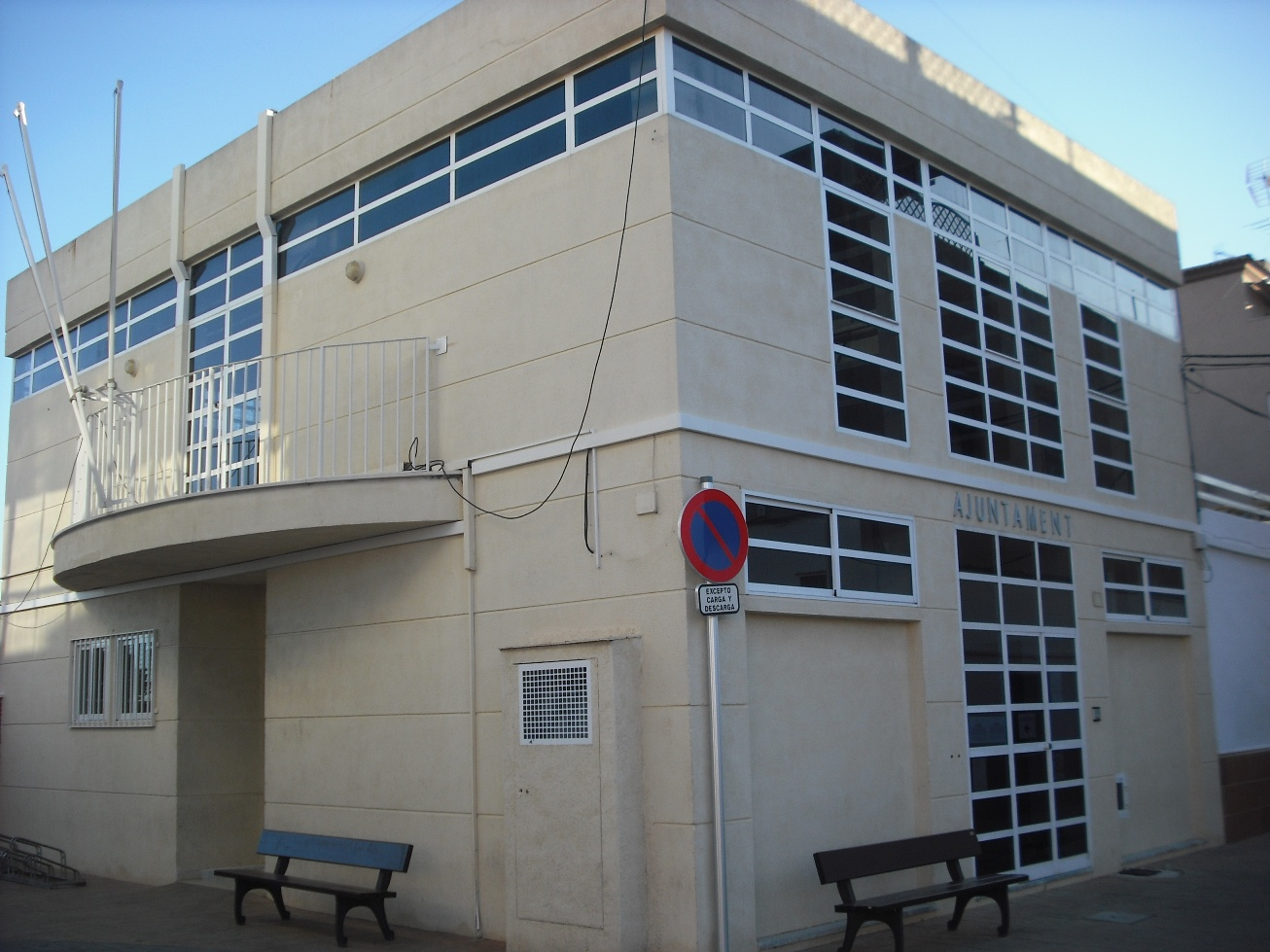
Муніципальна рада